# Joe Anderson
Joseph Anderson (n. 26 de marzo de 1982, Inglaterra, Reino Unido), más conocido como Joe Anderson, es un actor británico principalmente reconocido por su actuación en las películas Across the Universe, Control, The Ruins y su participación como Alistair en The Twilight Saga: Breaking Dawn - Part 2.

## Biografía
Anderson nació el 26 de marzo de 1982 en Inglaterra, Reino Unido. Su padre es el actor Miles Anderson, y su madre, Lesley Duff, es una agente de talentos. Asistió a Richmond upon Thames College y más tarde la Academia Webber Douglas de Arte Dramático de Londres, donde su padre, es un reputado profesor. 
Sus habilidades incluyen la fotografía, guitarra y gimnasia. Se le diagnosticó dislexia y atribuye su decisión a actuar a este.

## Carrera
Anderson ha trabajado en cine, televisión y teatro en el Teatro Chichester Festival. Al principio de su carrera, apareció en La pasión de Beethoven, interpretando al sobrino de Ludwig van Beethoven, Karl. Luego interpretó a Maxwell «Max» Carrigan, un joven estadounidense, reclutado por la guerra de Vietnam en Across the Universe. Después de eso, apareció en la película de época La joven Jane Austen interpretando a Henry Austen, el hermano mayor de Jane Austen, y luego aparece como el bajista Peter Hook de la banda Joy Division en Control (2007) de Anton Corbijn. En 2008, interpretó Elliot en el Club de los 27  y un turista griego en The Ruins. En 2009, actuó en High Life como Donnie y en Love Happens como el novio músico del personaje de Jennifer Aniston. También fue visto en Amelia, la película biográfica de Amelia Earhart, y en Operación: Juego final como Fool, el personaje principal. Joe apareció en 2010 en The Crazies, un remake de la película de terror de 1973 del mismo nombre (The Crazies).
Anderson y sus compañeros de reparto de Control  aparecen en el vídeo musical de The Killers para su versión de la canción de Joy Division "Shadowplay". 
En el mes de octubre de 2010 se anunció que interpretaría a Alistair en The Twilight Saga: Breaking Dawn - Part 2, la última entrega de la saga basada en el best-seller homónimo de Stephenie Meyer.
Protagonizó la serie de la ABC The River; en la que su personaje, Lincoln Cole, busca a su padre por el Amazonas.

### Actuaciones musicales
Musicalmente, es reconocido por cantar covers de canciones de The Beatles en Across The Universe. Los números que realizó como solista o con otros miembros del reparto incluyen «Happiness is a Warm Gun», «Hey Jude», «With a Little Help from My Friends», «Strawberry Fields», «Dear Prudence», «Because» y «I Want You (She's So Heavy)». Todas estas interpretaciones fueron integradas a la banda sonora de dicha película.
En Control, como el bajista Peter Hook de la banda Joy Division él y sus compañeros de reparto interpretaron «Transmission», «Leaders of Men» y «Candidate», entre otros. La primera de estas tres fue la única que fue integrada a la banda sonora de la película.
En Club de los 27, Anderson interpretó al bajista de un dúo musical exitoso llamado Finn. Joe junto a su compañero de elenco/banda, James Forgey, escribieron el tema musical de la película. Una versión de estudio y una versión acústica de la canción se pusieron a disposición en el sitio web oficial de la película.

## Filmografía

### Películas
| Año 2019 | Película Backdraft 2                      | Personaje              | Notas |
| -------- | ----------------------------------------- | ---------------------- | ----- |
| 2004     | Creep                                     | Modelo                 |       |
| 2005     | Silence Becomes You                       | Luke Green             |       |
| 2006     | La pasión de Beethoven                    | Karl van Beethoven     |       |
| 2006     | Little Box of Sweets                      | Seth                   |       |
| 2007     | La joven Jane Austen                      | Henry Austen           |       |
| 2007     | Control                                   | Peter Hook             |       |
| 2007     | Across the Universe                       | Maxwell "Max" Carrigan |       |
| 2008     | The Ruins                                 | Mathias                |       |
| 2008     | Club de los 27                            | Elliot                 |       |
| 2009     | High Life                                 | Donnie                 |       |
| 2009     | Love Happens                              | Tyler                  |       |
| 2009     | Amelia                                    | William "Bill" Stutz   |       |
| 2010     | The Crazies                               | Russell Clank          |       |
| 2010     | Operación: Juego final                    | Fool                   |       |
| 2011     | The Grey                                  | Todd Flannery          |       |
| 2011     | Flutter                                   | John                   |       |
| 2012     | The Twilight Saga: Breaking Dawn - Part 2 | Alistair               |       |
| 2012     | Supremacy                                 | Tully                  |       |
| 2013     | A Single Shot                             | Obadiah                |       |
| 2013     | Horns                                     | Terry Perrish          |       |
| 2014     | Hércules                                  | Phineas                |       |
| 2020     | The Reckoning                             | Joseph                 |       |
| 2023     | The Devil Conspiracy                      | Lucifer                |       |

### Series de televisión
| Año  | Serie            | Personaje        | Notas                                 |
| ---- | ---------------- | ---------------- | ------------------------------------- |
| 2005 | Midsomer Murders | Max "Mad" Ramsom | 1 episodio: "Second Sight"            |
| 2005 | Afterlife        | Phil             | 1 episodio: "More Than Meets the Eye" |
| 2012 | The River        | Lincoln Cole     |                                       |
| 2015 | Hannibal (serie) | Mason Verger     |                                       |
| 2017 | Hangman          | Hangman          |                                       |

## Premios y nominaciones
| Año  | Premio                                     | Categoría              | Trabajo        | Resultado |
| ---- | ------------------------------------------ | ---------------------- | -------------- | --------- |
| 2008 | Ft. Lauderdale International Film Festival | Mejor Actor de Drama   | Club de los 27 | Ganador   |
| 2011 | Fangoria Chainsaw Awards                   | Mejor Actor de Reparto | The Crazies    | Nominado  |